# 中川秀政
中川 秀政（なかがわ ひでまさ）は、戦国時代の武将。中川清秀の嫡男で、中川秀成の兄。妻は織田信長の娘・鶴姫。右衛門尉。

## 生涯
はじめ父と共に織田信長に仕えた。信長没後は羽柴秀吉に仕え、天正11年（1583年）に父が佐久間盛政の攻撃を受けて賤ヶ岳の戦いで戦死すると、家督を継いで摂津国茨木に5万石を領した。天正12年（1584年）の小牧・長久手の戦い、天正13年（1585年）の四国征伐で功績を挙げたため、秀吉から賞されて播磨国三木13万石に加増移封された。
天正15年（1587年）の九州征伐では3千（『日本戦史　九州役』参謀本部の算定）の軍勢を率いて2月5日に進発し、3月には細川忠興・堀秀政らと共に筑前方面へ展開した。
天正18年（1590年）の小田原征伐では2千の軍勢を動員して2月25日に進発し、3月29日からの韮山城攻撃に参加したが短期間で落とせずに持久戦となり、6月に北条氏規が降伏するまで包囲が続いた。
天正20年（1592年）の文禄の役では先発から外れたが8月以降に渡海。京畿道陽智の守備についていたが10月24日に水原の近くで鷹狩をしていた時に敵兵に包囲されて戦死した（『日本戦史　朝鮮役』参謀本部）。12月6日付けの秀吉朱印状によると見回り中に待ち伏せにあって討ち取られたという。享年25。
本来「無覚悟」による討ち死には家督相続を許さないところであり、中川家では事実を隠蔽し戦死と取り繕おうとしたが露見し、秀吉の怒りを買った。しかし、特に父・清秀の賤ヶ岳の戦いでの武功に免じて、所領半減となったものの特別に弟秀成に相続を許し、諸将に無駄死について注意をしている。